# Ephippiochthonius oryzis
Espèce
Ephippiochthonius oryzis est une espèce de pseudoscorpions de la famille des Chthoniidae.

## Distribution
Cette espèce est endémique du kraï de Krasnodar en Russie. Elle se rencontre vers Kalininskaya.

## Description
Le mâle holotype mesure 1,26 mm.

## Publication originale
- Kolesnikov, Turbanov & Gongalsky, 2019 : Two new species false scorpion genus Ephippiochthonius Beier, 1930 (Arachnida: Pseudoscorpiones: Chthoniidae) from the Western Ciscaucasia, Russia. Arthropoda Selecta, vol. 28, no 1, p. 73–82 (texte intégral).